# Forze armate dell'Abcasia
Le forze armate dell'Abcasia (in russo Вооружённые силы Абхазии?) sono le forze militari dell'Abcasia.

## Storia
Il Ministero della Difesa e lo stato maggiore delle forze armate dell'Abcasia vennero creati ufficialmente il 12 ottobre 1992, dopo lo scoppio della guerra con la Georgia del 1992-1993. La base delle forze armate venne formata dalla Guardia nazionale d'etnia abcasa creata all'inizio del 1992, prima dello scoppio della guerra. Trae anche le sue radici dal reggimento separato delle truppe interne, sciolto nel 1991. Durante la guerra, le forze abcase, con il criticato sostegno della Confederazione dei popoli del Caucaso, dei volontari cosacchi, e di unità regolari russe di stanza nella regione dell'Abcasia, riuscirono a sconfiggere le truppe georgiane; vennero uccisi georgiani, armeni, greci, russi e abcasi. Da 200.000 a 250.000 circa civili georgiani divennero internally displaced persons (IDPs). La maggior parte delle armi provengono dalla base della Divisione Aerotrasportata russa di stanza a Gudauta, le altre vennero catturate dalle forze georgiane.
Il 24 novembre 2014 la Russia e il governo dell'Abcasia firmarono un trattato di cooperazione che prevedeva la creazione di forze armate unite. Nel settembre 2019, il presidente russo Vladimir Putin ha approvato una proposta per finanziare la modernizzazione delle forze armate abcase.

## La situazione attuale
La Georgia considera le forze armate dell'Abcasia come "formazioni militari illegali" e accusa la Russia di rifornire ed addestrare le truppe abcase, in parte in cambio di terreni o alberghi abcasi. Gli abcasi lo negano, affermando di aver acquistato ciò che hanno sul libero mercato, ad eccezione di cinque pattugliatori navali ricevuti dalla Russia e di motoscafi ricevuti dalla diaspora abcasa in Grecia. Nel marzo 2005, l'allora ministro della difesa abcaso Sultan Sosnaliev ammise che gli alti ufficiali e i sottufficiali dell'esercito abcaso venivano regolarmente inviati in Russia per corsi di formazione di 2-3 mesi nel quadro del Programma "Vystrel" (Tiro).
Sosnaliev stesso è un ufficiale russo della Repubblica di Cabardino-Balcaria (Federazione russa) e mantenne lo stesso posto durante la guerra abcasa, quando il comandante sul campo e militante ceceno Šamil' Basaev era suo vice. Allo stesso modo, l'ex capo di stato maggiore, il maggior generale Anatolij Zajcev aveva precedentemente prestato servizio come vice comandante del distretto militare di Transbajkalia (ora parte del distretto militare della Siberia) in Russia. Un altro alto funzionario, il vice ministro della Difesa Aleksandr Pavluško è un colonnello russo e l'ex capo di stato maggiore delle forze di pace russe in Abcasia. La Georgia accusa regolarmente l'Abcasia di forzare anche il reclutamento dei rimpatriati georgiani del distretto di Gali nelle forze armate.
Le forze armate dell'Abcasia sono principalmente una forza di terra ma comprendono piccole unità navali ed aeree. Nel 2006 venne creato "un centro antiterrorismo" di circa 200 persone sotto il de facto Ministero degli Affari Interni. Il de facto ministro delle Finanze stimò, nel 2006, che il 35 % del bilancio dell'Abcasia veniva speso per la polizia e le forze armate.
L'8 maggio 2007, il ministro della Difesa e vice primo ministro Sultan Sosnaliev si dimise. Gli succedette come ministro della Difesa (ma non come vice primo ministro) l'allora vice ministro della Difesa Mirab Kišmarija, in carica provvisoriamente dal 10 maggio e permanentemente dal 26 luglio in poi.
In data 14 aprile 2010, andarono in pensione cinque vice ministri della Difesa, tra cui il capo delle forze armate Anatolij Zajcev. Aslan Ankvab venne nominato in qualità di vice ministro della Difesa e capo di stato maggiore. Il 21 maggio 2010 anche Beslan Tsvishba venne nominato vice ministro della Difesa. Il 29 marzo 2011, Vladimir Vasilchenko succedette ad Aslan Ankvab per diventare il nuovo capo di stato maggiore e vice ministro della Difesa permanente.
Il 18 maggio 2015, il generale dell'esercito russo in pensione Anatolij Chrulëv è stato nominato capo di stato maggiore dal presidente Raul Khajimba.

### Lista dei capi di stato maggiore delle forze armate
| # | Nome                 | Dal             |        | Fino al        |        | Nominato sotto          | Commenti |
| 1 | Sultan Sosnaliev     | 11 ottobre 1992 |        | 1993           |        | Repubblica parlamentare |          |
| 2 | Sergei Dbar          | 21 maggio 1993  | [ 24 ] | giugno 1996    | [ 24 ] | Repubblica parlamentare |          |
| 3 | Vladimir Arshba      | giugno 1996     |        | 2004           |        | Vladislav Ardzinba      |          |
| 4 | Anatolij Zajcev      | maggio 2005     |        | 14 aprile 2010 | [ 20 ] | Sergei Bagapsh          |          |
|   | Aslan Ankvab         | 2010            |        | 29 marzo 2011  |        | Sergei Bagapsh          |          |
| 5 | Vladimir Vasil'čenko | 29 marzo 2011   | [ 22 ] | 2015?          |        | Sergei Bagapsh          |          |
| 6 | Anatolij Chrulëv     | 18 maggio 2015  | [ 23 ] | corrente       |        | Raul Khajimba           |          |

### Comando militare
| Dal  | #                       | Presidente              | #                | Ministro della Difesa | #                    | Capo di stato maggiore delle forze armate |  |
| 1992 | Repubblica parlamentare | Repubblica parlamentare | 1                | Vladimir Aršba        | 1                    | Sultan Sosnaliev                          |  |
| 1993 | Repubblica parlamentare | Repubblica parlamentare | 1                | Vladimir Aršba        | 1                    | Sultan Sosnaliev                          |  |
| 2    | Repubblica parlamentare | Repubblica parlamentare | Sultan Sosnaliev | 2                     | Sergej Dbar          |                                           |  |
| 2    | Repubblica parlamentare | Repubblica parlamentare | Sultan Sosnaliev | 2                     | Sergej Dbar          | 1994                                      |  |
| 2    | 1                       | Vladislav Ardzinba      | Sultan Sosnaliev | 2                     | Sergej Dbar          |                                           |  |
| 2    | 1                       | Vladislav Ardzinba      | Sultan Sosnaliev | 2                     | Sergej Dbar          | 1995                                      |  |
| 2    | 1                       | Vladislav Ardzinba      | Sultan Sosnaliev | 2                     | Sergej Dbar          | 1996                                      |  |
| 3    | 1                       | Vladislav Ardzinba      | Vladimir Mikanba | 3                     | Vladimir Aršba       |                                           |  |
| 3    | 1                       | Vladislav Ardzinba      | Vladimir Mikanba | 3                     | Vladimir Aršba       | 1997                                      |  |
| 3    | 1                       | Vladislav Ardzinba      | Vladimir Mikanba | 3                     | Vladimir Aršba       | 1998                                      |  |
| 3    | 1                       | Vladislav Ardzinba      | Vladimir Mikanba | 3                     | Vladimir Aršba       | 1999                                      |  |
| 3    | 1                       | Vladislav Ardzinba      | Vladimir Mikanba | 3                     | Vladimir Aršba       | 2000                                      |  |
| 3    | 1                       | Vladislav Ardzinba      | Vladimir Mikanba | 3                     | Vladimir Aršba       | 2001                                      |  |
| 3    | 1                       | Vladislav Ardzinba      | Vladimir Mikanba | 3                     | Vladimir Aršba       | 2002                                      |  |
| 4    | 1                       | Vladislav Ardzinba      | Raul Khajimba    | 3                     | Vladimir Aršba       |                                           |  |
| 4    | 1                       | Vladislav Ardzinba      | Raul Khajimba    | 3                     | Vladimir Aršba       | 2003                                      |  |
| 5    | 1                       | Vladislav Ardzinba      | Vjačeslav Ešba   | 3                     | Vladimir Aršba       |                                           |  |
| 5    | 1                       | Vladislav Ardzinba      | Vjačeslav Ešba   | 3                     | Vladimir Aršba       | 2004                                      |  |
| 5    | 1                       | Vladislav Ardzinba      | Vjačeslav Ešba   | 3                     | Vladimir Aršba       | 2005                                      |  |
| 2    | Sergej Bagapš           | 6                       | Sultan Sosnaliev | 4                     | Anatolij Zajcev      |                                           |  |
| 2    | Sergej Bagapš           | 6                       | Sultan Sosnaliev | 4                     | Anatolij Zajcev      | 2006                                      |  |
| 2    | Sergej Bagapš           | 6                       | Sultan Sosnaliev | 4                     | Anatolij Zajcev      | 2007                                      |  |
| 2    | Sergej Bagapš           | 7                       | Mirab Kišmarija  | 4                     | Anatolij Zajcev      |                                           |  |
| 2    | Sergej Bagapš           | 7                       | Mirab Kišmarija  | 4                     | Anatolij Zajcev      | 2008                                      |  |
| 2    | Sergej Bagapš           | 7                       | Mirab Kišmarija  | 4                     | Anatolij Zajcev      | 2009                                      |  |
| 2    | Sergej Bagapš           | 7                       | Mirab Kišmarija  | 4                     | Anatolij Zajcev      | 2010                                      |  |
| 2    | Sergej Bagapš           | 7                       | Mirab Kišmarija  | Aslan Ankvab          |                      |                                           |  |
| 2    | Sergej Bagapš           | 7                       | Mirab Kišmarija  | 2011                  |                      |                                           |  |
| 3    | Alexander Ankvab        | 7                       | Mirab Kišmarija  | 5                     | Vladimir Vasil'čenko |                                           |  |
| 3    | Alexander Ankvab        | 7                       | Mirab Kišmarija  | 5                     | Vladimir Vasil'čenko | 2012                                      |  |
| 3    | Alexander Ankvab        | 7                       | Mirab Kišmarija  | 5                     | Vladimir Vasil'čenko | 2013                                      |  |
| 3    | Alexander Ankvab        | 7                       | Mirab Kišmarija  | 5                     | Vladimir Vasil'čenko | 2014                                      |  |
|      | Valerij Bganba          | 7                       | Mirab Kišmarija  | 5                     | Vladimir Vasil'čenko |                                           |  |
| 4    | Raul Khajimba           | 7                       | Mirab Kišmarija  | 5                     | Vladimir Vasil'čenko |                                           |  |
| 4    | Raul Khajimba           | 7                       | Mirab Kišmarija  | 5                     | Vladimir Vasil'čenko | 2015                                      |  |
| 4    | Raul Khajimba           | 7                       | Mirab Kišmarija  | 6                     | Anatolij Chrulëv     |                                           |  |

## Organizzazione

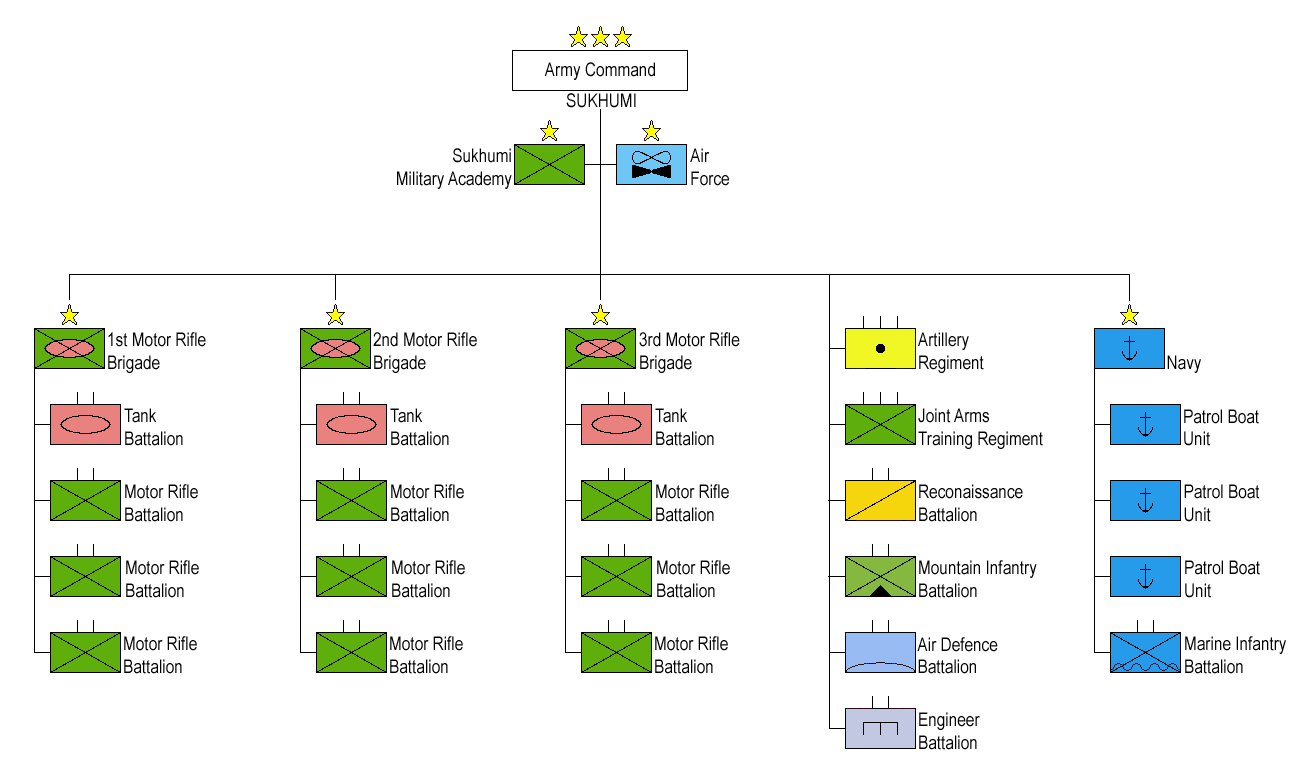
Struttura delle Forze armate dell'Abcasia.

### Esercito
Secondo le autorità della Repubblica di Abcasia, le forze terrestri abcase sono organizzate secondo il modello svizzero - in tempo di pace hanno un personale da 3.000 a 5.000 soldati e in caso di guerra vengono arruolati ulteriori 40-50.000 riservisti. Essi sono autorizzati a tenere le armi registrate in casa.

#### Formazioni dell'Esercito
- Quartier generale di Stato Maggiore
- 3-4 battaglioni motorizzati
- Battaglione corazzato
- Reggimento d'artiglieria
- Battaglione del Genio
- Battaglione da montagna
- Battaglione d'intelligence
- Spetsnaz

#### Distretti militari
- Distretto militare centrale (Sukhumi)
- Distretto militare orientale (Ochamchira)
- Distretto militare occidentale (Pitsunda)

### Marina militare
La marina militare abcasa consiste di tre divisioni situate a Sukhumi, Ochamchira e Pitsunda. Quattro navi Progetto 1204 classe Shmel PBR, dei piccoli pattugliatori da 70 t e 14 uomini di equipaggio, cui sono stati assegnati i seguenti numerali 657 (ex-AK-599), 658 (ex-AK-582), e 328 (ex-AK-248) vennero trasferite dalla marina militare russa alla fine del 1990. Un'ulteriore nave ex-AK-527 venne trasferita e smontata per i ricambi. Le tre flottiglie dell'Abcasia non presero parte al conflitto del 2008 nell'Ossezia del Sud, ma il loro stato non era chiaro. A partire dal 2005, le prime due di esse ricevettero un pattugliatore da 40 t di classe PSKA, Progetto 1400M Grif ("Zhuk"). La marina militare comprende anche diverse navi civili, che sono state dotate di armi e sistemi di artiglieria a razzo non guidato. La NOVOSTI (Agenzia di informazione internazionale russa) ha dichiarato le seguenti cifre navali: oltre 20 imbarcazioni a motore, armate di mitragliatrici e cannoni di piccolo calibro.

### Aeronautica
L'aeronautica militare dell'Abcasia utilizza aeromobili russi e sovietici. Si tratta di una piccola forza, che conta solo 7 esemplari, 3-4 elicotteri e 250 persone.

## Equipaggiamento
Il numero esatto e i tipi di apparecchiature rimangono incontrollabili, dato che non è mai stato effettuato un controllo internazionale accurato in Abcasia. La NOVOSTI (Agenzia di informazione internazionale russa) ha dichiarato le seguenti cifre dell'esercito: 10.000 soldati della Forza di Autodifesa Abcasa, armati di 60 carri armati, tra cui 40 T-72, 85 pezzi di artiglieria e mortai, tra cui diverse decine con calibro 122-152-mm, e 116 veicoli blindati di tipo diverso; ha anche numerose armi anticarro, che variano dai lanciarazzi RPG-7 ai missili anticarro guidati (ATGM) Konkurs-M. Dato lo status dell'Abcasia, e il recente conflitto armato con la Georgia, una varietà di attrezzature è stata utilizzata da formazioni militari abcase, comprese le attrezzature ereditate dai sovietici, le armi donate dai russi, gli equipaggiamenti civili, e gli elementi catturati dai georgiani.
Per gli aerei, vedi Aeronautica militare dell'Abcasia

### Veicoli di combattimento
| Modello                                 | Immagine     | Origine                   | Tipo                                    | Numero       | Note                                                                                             |
| Carri armati                            | Carri armati | Carri armati              | Carri armati                            | Carri armati | Carri armati                                                                                     |
| --------------------------------------- | ------------ | ------------------------- | --------------------------------------- | ------------ | ------------------------------------------------------------------------------------------------ |
| T-72                                    |              | Unione Sovietica / Russia | Carro armato da combattimento           | 9            |                                                                                                  |
| T-55                                    |              | Unione Sovietica          | Carro armato da combattimento           | 53           |                                                                                                  |
| Veicoli da combattimento della fanteria |              |                           |                                         |              |                                                                                                  |
| BMP-2                                   |              | Unione Sovietica / Russia | Veicolo da combattimento della fanteria |              |                                                                                                  |
| BMP-1                                   |              | Unione Sovietica          | Veicolo da combattimento della fanteria |              | Sono in servizio circa 70-85 veicoli da combattimento della fanteria e veicoli trasporto truppe. |
| Veicoli trasporto truppe                |              |                           |                                         |              |                                                                                                  |
| BTR-70                                  |              | Unione Sovietica          | Veicolo trasporto truppe                |              |                                                                                                  |
| BTR-60                                  |              | Unione Sovietica          | Veicolo trasporto truppe                | 40           |                                                                                                  |
| Difesa aerea                            |              |                           |                                         |              |                                                                                                  |
| 9K37 Buk                                |              | Unione Sovietica / Russia | Sistema missilistico terra-aria         |              |                                                                                                  |
| ZSU-23-4                                |              | Unione Sovietica / Russia | Semovente antiaereo                     | 6            |                                                                                                  |

### Artiglieria
| Arma                                     | Immagine | Origine                   | Quantità | Ruolo                   | Note                                                                      |  |
| ---------------------------------------- | -------- | ------------------------- | -------- | ----------------------- | ------------------------------------------------------------------------- |  |
| 122 mm 2A18                              |          | Unione Sovietica / Russia |          | Artiglieria da campagna | Sono in servizio circa 80 pezzi trainati di artiglieria campale           |  |
| 85 mm D-44                               |          | Unione Sovietica / Russia |          | Artiglieria da campagna | Sono in servizio circa 80 pezzi trainati di artiglieria campale           |  |
| Mortaio 120 mm                           |          | Unione Sovietica / Russia |          | Mortaio                 | Sono in servizio circa 42 mortai, il tipo esatto è imprecisato            |  |
| Mortaio 82 mm                            |          | Unione Sovietica / Russia |          | Mortaio                 | Sono in servizio circa 42 mortai, il tipo esatto è imprecisato            |  |
| Cannone di difesa costiera 100 mm KSM-65 |          | Unione Sovietica          |          | Artiglieria costiera    | Riattivato nel 2008 dal magazzino; tipi esatti e numero sono imprecisati; |  |

### Armi di fanteria
| Arma       | Immagine | Origine                   | Quantità | Ruolo                      | Note            |
| ---------- | -------- | ------------------------- | -------- | -------------------------- | --------------- |
| RPG-18     |          | Unione Sovietica / Russia |          | RPG (lanciarazzi)          |                 |
| RPG-7      |          | Unione Sovietica / Russia |          | RPG (lanciarazzi)          |                 |
| PK         |          | Unione Sovietica / Russia |          | Mitragliatrice             |                 |
| RPK        |          | Unione Sovietica / Russia |          | Mitragliatrice leggera     |                 |
| AS Val     |          | Unione Sovietica / Russia |          | Fucile d'assalto soppresso |                 |
| AK-74      |          | Unione Sovietica / Russia |          | Fucile d'assalto           |                 |
| AK-47, AKM |          | Unione Sovietica / Russia |          | Fucile d'assalto           | Solo riservisti |
| Dragunov   |          | Unione Sovietica / Russia |          | Fucile di precisione       |                 |
| Makarov    |          | Unione Sovietica / Russia |          | Pistola                    |                 |
| F1         |          | Unione Sovietica / Russia |          | Bomba a mano               |                 |
| RGD-5      |          | Unione Sovietica / Russia |          | Bomba a mano               |                 |

### Truppe russe
La Russia mantiene una forza di 3.500 soldati in Abkhazia con sede a Gudauta, una ex base militare sovietica sulla costa del Mar Nero a nord della capitale, Sukhumi, nell'ambito di un accordo del settembre 2009 sulla cooperazione militare.
La base di Gudauta ospita la 131ª Brigata motorizzata indipendente russa, dotata di almeno 41 carri armati T-90 e 130 APC BTR-80.

## Simboli
- Il Giorno delle Forze Armate viene celebrato l'11 ottobre.[29]
- Le città di Tkvarcheli e Gudauta sono considerate città eroine perché hanno ottenuto il titolo di Eroe dell'Abcasia a causa della loro gloria militare.[30][31][32]
- Il 12 luglio 2018 il parlamento adottò la legge "Sulla Bandiera della Vittoria nella Guerra Patriottica del popolo dell'Abcasia (1992-1993)", in quanto simbolo della vittoria militare delle forze armate abcase.[33] Da non confondere con la Bandiera della Vittoria sovietica, che venne issata dai soldati dell'Armata Rossa sull'edificio del Reichstag il 1º maggio 1945, la Bandiera della Vittoria abcasa venne issata sul confine di stato lungo il fiume Ingur il 20 settembre 1993. Attualmente è mantenuta dal Ministero della Difesa dell'Abcasia. La posizione, l'ordine e l'uso della bandiera sono determinati dal presidente della nazione.[34]
- La Banca dell'Abcasia, responsabile dell'apsar abcaso, ha emesso due monete in onore dell'esercito abcaso nella guerra patriottica.